# Федеріко Еррасуріс Саньярту
Федеріко Маркес дель Росаріо Саньярту (ісп. Federico Marcos del Rosario Errázuriz Zañartu; 25 квітня 1825, Сантьяго, Чилі — 20 липня 1877) — чилійський юрист та політичний діяч. Президент Чилі з 1871 до 1876 року. Навчався на юридичному факультеті Чилійського університету. Помер від серцевого нападу.